# Diário de um pároco de aldeia
Diário de um pároco de aldeia (em francês:  Journal d'un curé de campagne) é um romance de Georges Bernanos publicado em 1936 pela editora Plon tendo recebido o Grand prix du roman de l'Académie française desse ano. Em 1950, este romance foi incluído na lista do Grand prix des Meilleurs romans du demi-siècle.
O romance descreve a existência discreta dum jovem padre católico de uma pequena paróquia da região de Ambricourt no norte da França. Sofre fisicamente de dores no estômago e espiritualmente desespera com a falta de fé da população da sua aldeia. Sente-se fraco, inferior, e pensa por vezes que está tocado pela loucura, mas crê firmemente que a graça de Deus perpassa pelo seu sacerdócio: «Tudo é graça!».
O livro foi adaptado ao cinema em 1951 num filme com o mesmo título do romance, Journal d'un curé de campagne dirigido por Robert Bresson.

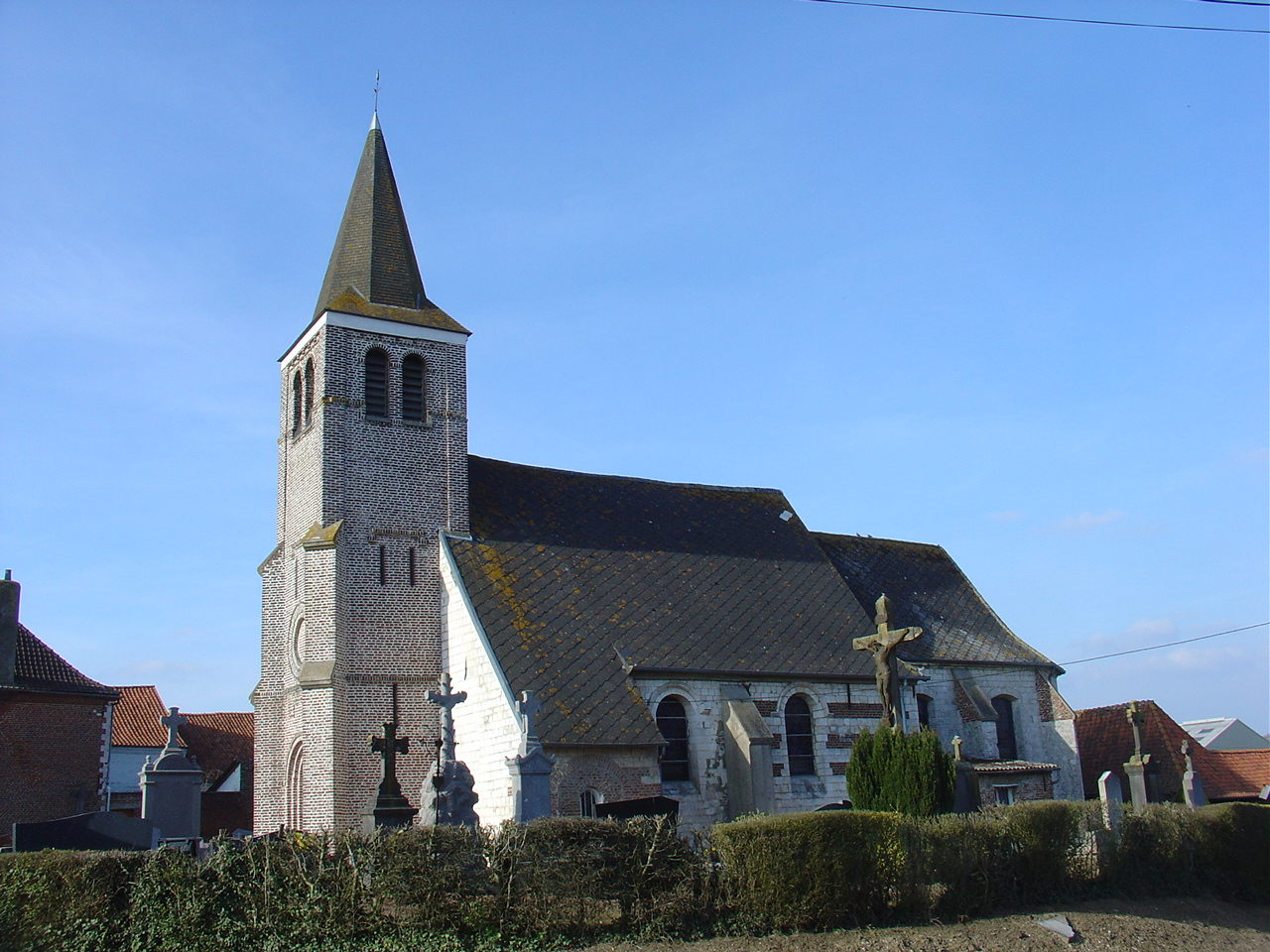
Igreja de Ambricourt

## Resumo
O Diário divide-se em três partes:
- Na primeira, o jovem padre descreve a sua chegada à sua paróquia no norte de França e as suas primeiras experiências com a população pobre.
- Na segunda, trata da vida quotidiana na paróquia. O pároco descreve os seus contatos com as várias pessoas e os resultados do seu trabalho. Ela não consegue cumprir o seu dever, e é apenas durante uma crise no palacete da vila, que convence a Condessa da existência de Deus. Esta conversa com a condessa é o ponto culminante do romance. Ela está muito doente e falece um dia depois.
- A última parte trata da estada e da morte do pároco em Lille após um exame médico.

## Crítica
Em "A Revista" do Expresso de 18.02.2017, o crítico Pedro Mexia destaca três ideias fortes na obra de Bernanos. Em primeiro lugar a ideia de que o mal e o bem, ainda que com densidades diferentes, existem lado a lado e que a função do catolicismo é entender essa coexistência, combatendo o mal sem imaginar que o elimina de vez. Uma segunda ideia forte é a de que "um verdadeiro padre nunca é amado", não é o mel, mas antes o sal da terra, não é doce, faz arder as feridas. Uma terceira ideia forte da obra tem a ver com os pobres. Hostil aos poderosos, Bernanos não esconde a empatia com os miseráveis, não sendo o pobre apenas um humilhado, um ofendido, sendo também a "testemunha" de Jesus.
Para Mexia, Bernanos, "católico indignado, dedicou metade deste seu quinto romance aos debates entre o jovem padre e outros padres mais velhos, conversas das quais ressaltam aquelas três ideias-chave, da densidade do pecado, do sal da terra e do elogio dos pobres. O protagonista quer administrar sabiamente a sua paróquia rural francesa que lhe confiaram, mas esta é em miniatura uma imagem do mundo, com os seus tédios e intrigas, e com a desolação da fealdade".
Ainda para Mexia, "a segunda metade do livro, mais estritamente romanesca, assume uma tonalidade patética, sentimental, exasperada, quase "russa" talvez, que mesmo em 1936 devia parecer antiquada…  Tragédia campestre e teológica, Diário de Pároco de Aldeia procura imagens de Graça num território desgraçado".

## Edições em português
- Diário de um pároco de aldeia, Editora Paulus, ISBN 85-3491519-9, ISBN-13 978-85-3491519-9, 288 páginas, 2000.
- Diário de um pároco de aldeia, Editora Paulinas, ISBN 560365819506-4, 264 páginas, novembro 2016.

## Prémios
- Grande Prémio do romance da Academia Francesa (Grand prix du roman de l'Académie française) em 1936.
- Em 1950, o romance foi incluído na lista dos doze melhores romances de língua francesa no Grande Prémio dos Melhores Romances na primeira metade do século XX (Grand prix des Meilleurs romans du demi-siècle).
- O romance é considerado como a obra mais popular e mais tocante de Bernanos.[3]

## Adaptação ao cinema
- Journal d'un curé de campagne, filme dirigido por Robert Bresson estreado em 1951.[4]

## Nota
- Este artigo foi inicialmente traduzido, total ou parcialmente, do artigo da Wikipédia em francês cujo título é «Journal d'un curé de campagne».